# Wyprawa Bolesława Szczodrego na Ruś (1069)
Wyprawa Bolesława Szczodrego na Ruś (1069) (też: Wyprawa kijowska Bolesława Szczodrego w 1069 roku) – interwencja zbrojna na Rusi Kijowskiej w 1069 roku, podczas której Bolesław Szczodry zdobył Kijów i osadził na tronie kijowskim księcia Izjasława. 
Według Powieści minionych lat po klęsce Rusi Kijowskiej w bitwie z Połowcami w 1068 roku, w Kijowie wybuchło powstanie, w wyniku którego władzę utracił Izjasław, a tron przejął Wsiesław Briaczysławicz, książę połocki. Izjasław schronił się na dworze Bolesława Szczodrego w Krakowie i poprosił go o pomoc w odzyskaniu tronu. W 1069 Bolesław Szczodry wyruszył z wojskiem na Ruś, w celu osadzenia na tronie Izjasława. Naprzeciw armii Bolesława wyszedł z wojskiem Wsiesław, który dotarł do Białogrodu, ale ostatecznie zdecydował się na ucieczkę pod osłoną nocy i schronił się w Połocku. Światosław i Wsiewołod, bracia Izjasława, rozpoczęli z nim pertraktacje, oferując mu pomoc w zajęciu Kijowa, jeśli nie wprowadzi on do miasta Polaków. Izjasław miał się zgodzić na ten warunek i objąć ponownie władzę nad Rusią Kijowską. Po tym wydarzeniu według źródła miało dojść do potajemnych mordów na Polakach w Kijowie. 
Według Galla Anonima i Wincentego Kadłubka Bolesław po zdobyciu Kijowa miał poniżyć Izjasława targając go za brodę w obecności poddanych. 
Izjasław został ponownie wygnany w 1073 roku. Bolesław odmówił początkowo interwencji, ale zmienił zdanie i w 1077 udzielił pomocy Izjasławowi w odzyskaniu tronu. Nie ma dowodów, że Bolesław Szczodry zdobył ponownie Kijów w 1077 roku.
Dzięki wyprawom kijowskim Bolesław Szczodry ponownie przyłączył do Polski Grody Czerwieńskie.